# گورکا ایراوز
گورکا ایراوز (انگلیسی: Gorka Iraizoz؛ زادهٔ ۶ مارس ۱۹۸۱) بازیکن فوتبال اهل اسپانیا است.
از باشگاه‌هایی که در آن بازی کرده‌است می‌توان به باشگاه فوتبال اسپانیول، باشگاه فوتبال اتلتیک بیلبائو، باشگاه فوتبال ژیرونا، باشگاه فوتبال ایبار، و باشگاه فوتبال اتلتیک بیلبائو بی اشاره کرد.
وی همچنین در تیم ملی فوتبال باسک بازی کرده‌است.